# 巴哈马国徽
巴哈馬國徽為盾徽，分上下兩部。上部為升起的太陽，下部為帆船，紀念哥倫布「發現」新大陸是在巴哈馬首先登陸。盾上方有頭盔，頂著海螺和棕櫚枝條。盾兩側分別由旗魚和火烈鳥守護著。綬帶上書有國家格言「邁步向前，共同前進」。